# Pregador Apostólico
O Pregador Apostólico, também conhecido como Pregador da Casa Pontifícia, faz parte da Cúria Romana. Este indivíduo fornece meditação ao Papa, bem como a outros altos funcionários da Igreja Católica, sendo o único clérigo autorizado a pregar ao Papa.  Desde 2024, o cargo é ocupado pelo Frei Roberto Pasolini, OFMCap.

## História
Estabelecida pelo Papa Paulo IV em 1555, a posição era inicialmente impopular entre os prelados. Esse indivíduo teve a tarefa de lembrar os membros da Corte Papal de seus respectivos deveres.  Antes disso, quatro procuradores gerais se revezavam para pregar nos domingos do Advento e da Quaresma. Sob o novo sistema, uma pessoa seria nomeada de diferentes ordens religiosas. 
Em 1753, durante o reinado do Papa Bento XIV, o breve Inclytum Fratrum Minorum reservou o cargo exclusivamente a membros da Ordem dos Frades Menores Capuchinhos.  Foi afirmado que essa mudança ocorreu por causa do "exemplo de piedade cristã e perfeição religiosa, o esplendor da doutrina e o zelo apostólico" encontrados na Ordem.  

## Pregadores Apostólicos Notáveis
- Alonso Salmerón
- Francesco Toleto
- Anselmus Marzatti
- Francesco Cassini
- Bonaventura Barberini
- Michael Francesch
- Ludovico Micara de Frascati
- Ludovico de Trento
- Raniero Cantalamessa

## Cronologia dos pregadores apostólicos antes do breve apostólico Inclytum Fratrum Minorum (1743)
- P. Francisco di Jesi, O.F.M. Cap. (? – 1532)
- P. Callisto Fornari, C.R.L. (1532 – ?)
- P. Francisco de Toledo Herrera, S.J. (1569 – 1593)
- P. Ambrogio Brandi, O.P. (1593 – 1595)
- P. Anselmo Marzato, O.F.M. Cap. (1595 – 1604)
- P. Pedro della Madre di Dio, O.C.D. (1604 – 1608)
- P. Jeronimo da Narni, O.F.M. Cap. (1608 – 1629)
- P. Nicola Riccardi, O.P. (1629 – 1939)
- P. Luigi Albrizzi, S.I. (1639 – 1651)
- P. Giovanni Paolo Oliva, S.I. (1651 – 1673)
- P. Bonaventura Massari da Recanati, O.F.M. Cap. (1673 – 1680?)
- P. Tommaso Maria Ferrari, S.I. (1680? – 1692)
- P. Paolo Segneri, S.I. (1692 – 1694)
- P. Francesco Maria Casini, O.F.M. Cap. (1707 – 1712)
- P. Bonaventura Barberini, O.F.M. Cap. (1718 – 1740)
- P. Michelangelo Franceschi da Reggio, O.F.M. Cap. (1740 – 1750)

## Cronologia  dos pregadores apostólicos daOrdem dos Frades Menores Capuchinhosdesde 1750
- P. Francesco Maria da Bergamo 1752 -1773
- P. Giuseppe Maria Luvini da Lugano 1773 - 1785
- P. Pietro da Como 1785 - 1791
- P. Pierantonio da Parma 1791 - 1793
- P. Giovanni da Bosco Luganese (nome secular: Giovanni Fraschina) 1793 - 1804
- P. Federico da san Giovanni 1804 - 1817
- P. Giuseppe Maria da Pescia 1817 - 1820
- P. Ludovico Micara 1820 - 1827
- P. Domenico Alfonso Serafini 1827 - 1840
- P. Luigi da Bagnaia, (al secolo Pietro Paolo Pietrosi) 1840 - 1845
- P. Ignazio da Rovereto 1845 - 1847
- P. Lorenzo Signani da Brisighella 1847 - 1855
- P. Luigi da Trento 1855 - 1867
- P. Eusebio Manier da Monte Santo 1867 - 1881
- P. Paolo Marco Tei 1881 - 1904
- P. Pacifico Carletti da Seggiano 1904 - 1914
- P. Luca Ermenegildo Pasetto (Luca da Padova) 1914 - 1921
- P. Vittorio Consigliere da Sestri Ponente 1921 - 1931
- P. Vigilio da Valstagna (Federico Dalla Zuanna) 1931 - 1941
- P. Clemente da Santa Maria di Punta(nome secular: Albino Vicentini) 1944 - 1959
- P. Ilarino da Milano (nome secular: Alfredo Marchesi) 1959 - 1980
- P. Raniero Cantalamessa 1980 - 2024
- P. Roberto Pasolini desde 2024